# Arima (insecto)
Arima es un género de escarabajos de la familia Chrysomelidae. El género fue descrito científicamente primero por Chapuis en 1875.
Las especies en este género incluyen:
- Arima brachyptera (Küster, 1844)
- Arima buai Havelka, 1959
- Arima marginata (Fabricius, 1781)
- Arima maritima Bua, 1953